# RJ Mitte
 (janvier 2025).
Roy Frank « RJ » Mitte III est un acteur américain, né le 21 août 1992 à Jackson, dans le Mississippi.
Il est connu principalement pour son rôle dans la série Breaking Bad, il tient le rôle de Walter White Jr, le fils handicapé de Walter White et de Skyler White. Il est lui-même atteint d'une infirmité motrice cérébrale,, cependant, bien moins grave que celle de son personnage. Il a exagéré son handicap pour le rôle.

## Biographie

### Jeunesse
Mitte naît le 21 août 1992 à Jackson (Mississippi). Il naît par césarienne d'urgence et ne respire pas à la naissance, ce qui entraîne des lésions cérébrales permanentes. Il est adopté quelques semaines plus tard par Michael Scott Mitte et Dyna Mitte, qui se séparent par la suite. Il reçoit un diagnostic de paralysie cérébrale à l'âge de trois ans, et les médecins placent ses jambes dans des plâtres pendant six mois pour tenter de redresser ses pieds.
Mitte porte des attelles pour ses jambes et utilise des béquilles pendant la majeure partie de son enfance ; cependant, avec le temps, son corps se renforce grâce au sport et à l'exercice ; il n'a plus besoin d'aide à la marche à l'adolescence. En 2006, il déménage avec sa famille à Los Angeles, où sa sœur cadette, Lacianne Carriere, reçoit une offre pour un rôle dans un projet de film,.
Mitte est élevé par sa mère après la séparation de ses parents. Après que sa mère devient paralysée, Mitte devient financièrement responsable de la famille à l'âge de 13 ans, famille qui inclut alors également sa sœur née lorsqu'il a 11 ans. En 2015, il reste financièrement responsable de sa mère et de sa sœur.

### Carrière
En 2011, il a joué le rôle principal dans le film d'horreur Stump. Dans la même année, il a servi de producteur délégué pour Vanished: The Tara Calico Story, un documentaire sur la disparition de Tara Calico, disparue au Nouveau-Mexique depuis 1988.
En 2013, il apparaît dans le clip Dead Bite du groupe Hollywood Undead, ainsi que dans le clip Party Like Tomorrow Is The End Of The World du groupe Steel Panther.
En 2016, il apparaît dans le clip If I Get High du groupe Nothing But Thieves.
En 2017 il participe à la 2e saison de Celebrity Island with Bear Grylls en Angleterre et joue dans The Recall de Mauro Borrelli.
En 2019 il joue dans  Standing Up for Sunny de Steven Vidler, dans Carol of the Bells de Joey Travolta et dans All the Things We Kill de Adam Neutzsky-Wulff.
En 2020, on le retrouve dans The Oak Room de Cody Calahan.
En 2021, il joue dans Triumph de Brett Leonard.
En 2024, il est à l'affiche de The Unseen de Vincent Shade.

## Filmographie

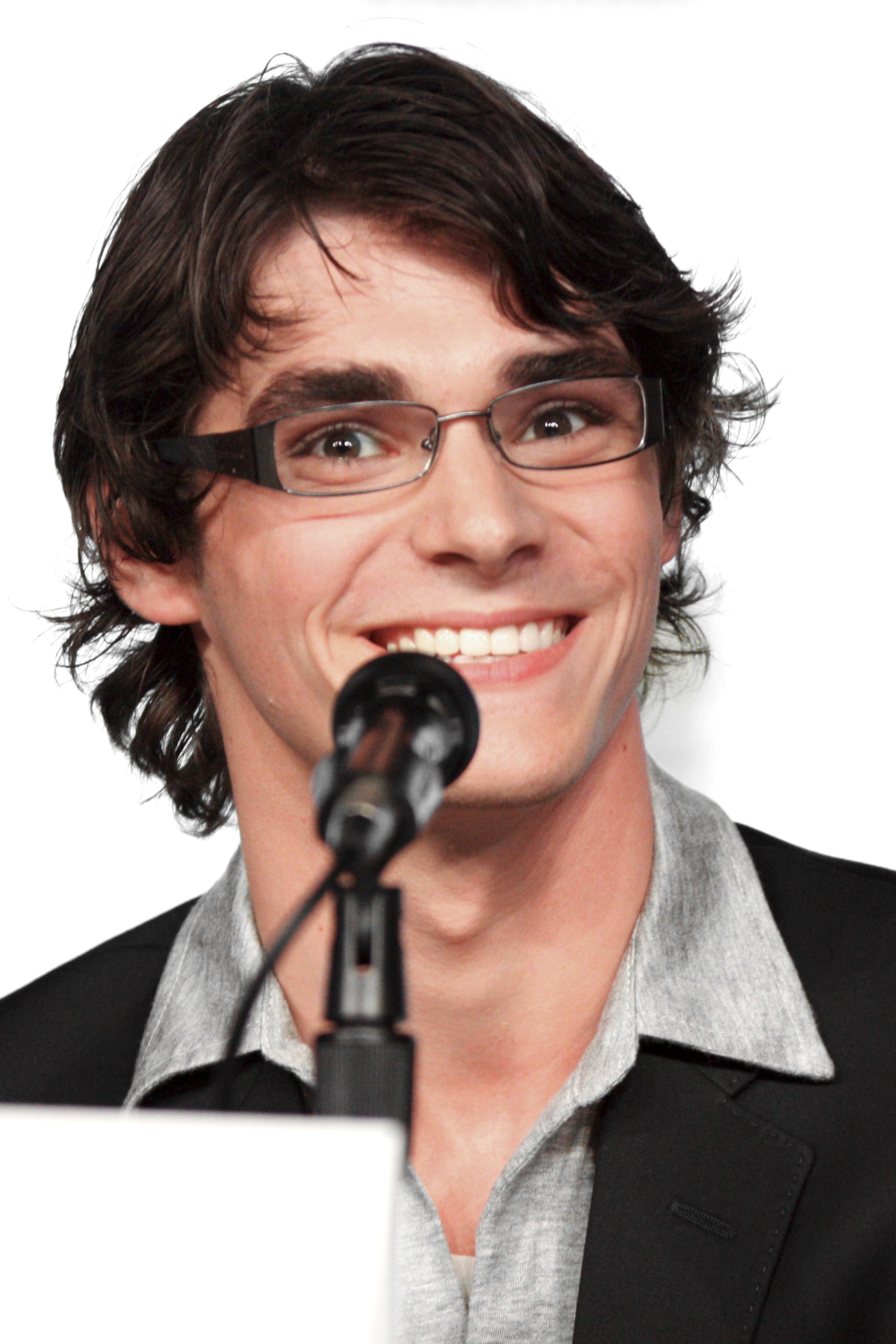
RJ Mitte au Comic-Con 2012.

### Cinéma
- 2011 : Stump (court métrage) d'Alex Gianopoulos et Dennis Muscari : Tim
- 2013 : The Devil's Ink
- 2016 : Who's Driving Doug (en) de Sean Byrne
- 2017 : The Recall de Mauro Borrelli
- 2018 : Cops Incrimination (River Runs Red) de Wes Miller : officier Thomas
- 2019 : Standing Up for Sunny de Steven Vidler
- 2019: Carol of the Bells de Joey Travolta
- 2019: All the Things We Kill de Adam Neutzsky-Wulff
- 2020 : The Oak Room de Cody Calahan
- 2021 : Triumph de Brett Leonard<
- 2023 : The Unseen de Vincent Shade
- 2024: Love Me Dead de Josh Webber

### Télévision
- 2008-2013 : Breaking Bad : Walter White, Jr. (47 épisodes)
- 2013 : Vegas : Russ Auster (Dans l'épisode « Paiutes »)
- 2014 : Switched : Campbell (saison 3)
- 2017 : The Recall : Brendan
- 2019 : Now Apocalypse : Leaf
- 2022 : The Guardians of Justice : Mind Master

### Clip
- 2013 : Steel Panther - Party Like Tomorrow Is The End Of The World[17]
- 2013 : Hollywood Undead - Dead Bite[18]
- 2016 : 3 Doors Down - In The Dark
- 2016 : Nothing But Thieves - If I Get High[19]

## Distinctions
- Screen Actors Guild Award de la meilleure distribution pour une série télévisée dramatique, pour Breaking Bad (2012, 2013)